# Cabalat Shabat

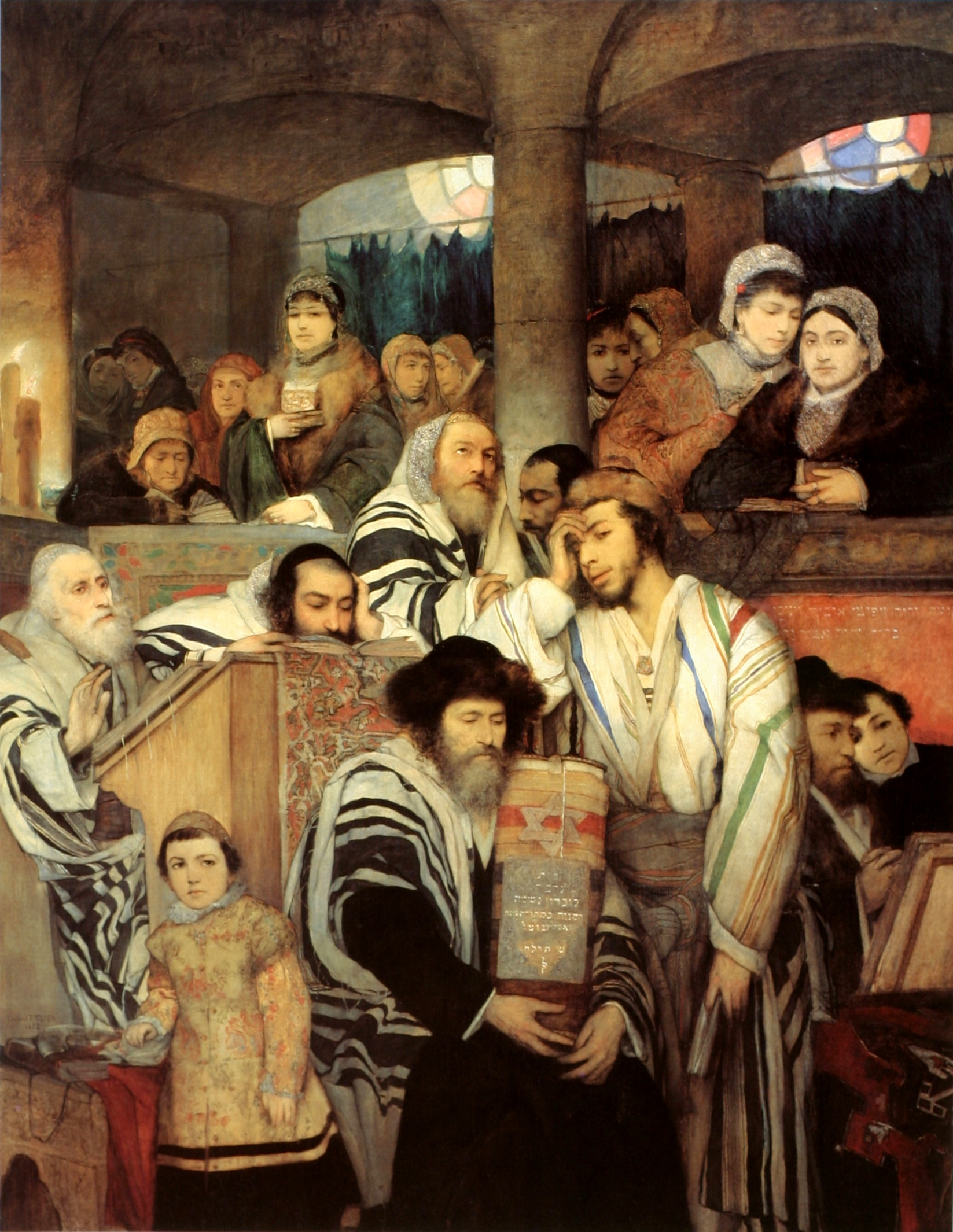

Cabalat Shabat (em tradução literal do hebraico: "recebimento de Shabat") trata-se do serviço religioso celebrado, logo ao pôr-do-sol de sexta-feira, encerrando-se ao surgimento de três estrelas, ao anoitecer de Sábado. Porém, costuma-se desde aproximadamente meio-dia de sexta-feira suspender as atividades e dedicar o tempo exclusivamente nos preparativos.

## Autoria
Acredita-se que o formato atual reside nos Cabalistas do século XVI.[carece de fontes?]

## Ordem de orações deCabalat ShabateArbit
Não existe um único e uniforme modelo de ordem das orações, podendo variar conforme as tradições e origens do sidur, até mesmo dentro, por exemplo, do ramo sefardita há inúmeras compilações e organização dos textos. Entretanto, existe um consenso de que se deve primeiro lembrar dos dias da semana que passaram, honrar ao dia santo que começa e dizer o Shemá. Deve também estar presente o piut de Lechá Dodi.
Em referência aos dias da semana
- Salmo 95
- Salmo 96
- Salmo 97
- Salmo 98
- Salmo 99
- Salmo 100

Em honra ao Shabat
- Iedid Nefesh[Nota 1][Nota 2]
- Salmo 29
- Aná bechoach[Nota 1][Nota 2]

Sobre as obrigações do homem e da mulher
- Bamê Madliquin[Nota 2][Nota 3]

Em honra aos sábios
- Cadish Derabanan

Em honra à "Rainha de Shabat", a presença feminina de Deus
- Lechá Dodi[Nota 4]
- Ishaqueni

Misticismo de Shabat
- Razá[Nota 5]

Em honra ao dia de Shabat
- Salmo 92[Nota 4]
- Salmo 93[Nota 4]
- Meio Cadish

Memória da aliança de Israel com Deus
- Shemá
- Emet
- Hasquivenu
- Veshamru
- Meio Cadish

Oração pessoal
- Amidá

Porção da Torá sobre o dia de Shabat
- Iom Hashishi
- Bircat Meen Shevá
- Cadish Titcabal
- Salmo 23[Nota 4]
- Cadish Iatom
- Alenu e Al quen

Despedida da sinagoga
- Adon Olam[Nota 5]
- Igdal[Nota 6]

## Liturgia
Os serviços religiosos do recebimento do Shabat começam já na véspera, isto é, no serviço religioso da tarde de sexta-feira (Minchá); faz-se um prelúdio com a dicção de Shir Hashirim e inicia-se Cabalat Shabat. Em algumas comunidades, o prelúdio faz-se com o piut Iedid Nefesh e, em outras (de origem sefaradi), este cântico é deslocado mais para o meio da seqüência. Há o costume de que, quando não se disse o Shir Hashirim, diz-se o trecho Ishaqueni, logo após a declamação de Lechá dodi.
Característica importante deste serviço religioso é que a prece da Amidá é mais curta, lida de uma vez e logo seguida pela repetição do Hazan.
Há também sensível diferença de conteúdo e ordem de orações, se o sidur utilizado for asquenazi ou sefaradi. Como exemplo disto, algumas esnogas ashkenazitas lêem o perec Bamê Madliquin neste ponto do serviço.

## Arranjos musicais
Muitos compositores escreveram música para Cabalat Shabat, incluindo:
- Robert Strassburg (1915-2003) - Kabbalat Shabbat[2]